# بنيامين غراهام
بنيامين غراهام (بالإنجليزية: Benjamin Graham) (ولد باسم بنيامين غروسبوم في 8 ماي 1894 و توفي في 21 سبتمبر 1976) هو اقتصادي وخبير استثمار بريطاني ولد في الولايات المتحدة. يعتبر غراهام والد استثمار القيمة، و هي مقاربة استثمارية بدأ بتدريسها في كلية كولومبيا للأعمال في عام 1928، وطورها بعد ذلك ديفيد دود من خلال عدة إصدارات لكتابهما الشهير تحليل الأمن. كان لغراهام العديد من التلاميذ في حياته، عدد منهم أصبح مستثمرا ناجحا بنفسه، ومن أشهر تلاميذه وارن بافت، وليام جي روان، إرفين كان ووالتر جي شلوس. 